# Казале-Литта
Казале-Литта (итал. Casale Litta) — коммуна в Италии, располагается в провинции Варесе области Ломбардия.
Население составляет 2413 человека, плотность населения составляет 241 чел./км². Занимает площадь 10 км². Почтовый индекс — 21020. Телефонный код — 0332.
Покровителем коммуны почитается священномученик Власий Севастийский (San Biagio), празднование 3 февраля.